# 莉莉·奥斯利
莉莉·奥斯利（英語：Lily Owsley，1994年12月10日—），英国女子曲棍球运动员。她曾代表英国国家队参加2016年和2020年夏季奥林匹克运动会曲棍球比赛，获得一枚金牌和一枚铜牌。